# Tall Rif‘at
Tall Rif‘at (arabiska: تل رفعت) är en subdistriktshuvudort i Syrien.   Den ligger i provinsen Aleppo, i den norra delen av landet, 300 kilometer norr om huvudstaden Damaskus. Tall Rif‘at ligger 486 meter över havet och antalet invånare är 25 658.
Terrängen runt Tall Rif‘at är platt. Närmaste större samhälle är I‘zāz, 13,4 kilometer norr om Tall Rif‘at.
Trakten runt Tall Rif‘at består till största delen av jordbruksmark. Runt Tall Rif‘at är det ganska tätbefolkat, med 86 invånare per kvadratkilometer.